# Quinteto de metal

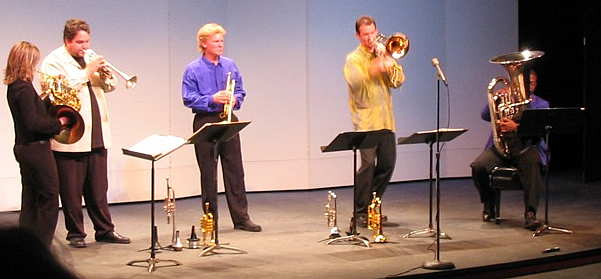
Empire Brass, brass quintet from the United States.

Un quinteto de metal es un conjunto de música de cámara formado por cinco instrumentos de viento-metal, la formación más habitual es la de dos trompetas, una trompa, un trombón y una tuba. Por extensión, quinteto de metal significa, también, una composición interpretada con este tipo de agrupación. Aparece en el siglo XX, más concretamente en los años 1940 en los Estados Unidos, y se podría decir que es el equivalente moderno del antiguo quinteto de cuerda.

## Repertorio
En su repertorio aparecen obras de diferentes estilos y épocas. Gran parte de las obras interpretadas por estos quintetos suelen ser adaptaciones de obras para banda u orquesta, ya que en épocas anteriores no se solía componer para este tipo de agrupación debido a la mayor popularidad y auge de otros instrumentos, los instrumentos de cuerda. Fue más tarde, ya en el siglo XX, cuando los compositores se fijaron en la formación profesional de ellos mismos.

## Quintetos más conocidos
Entre los quintetos más prestigiosos e importantes del mundo cabe citar: German Brass (actualmente formado por 10 músicos),Spanish Brass, Canadian Brass, Gomalan Brass, Munich Brass Conection, Granada Brass Quintet, Giralda Brass, Back to Brass o Hercules Brass, Tapatío Brass.